# نهر كريستالينو (تيليس بيريس)
نهر كريستالينو ( (بالبرتغالية: Rio Cristalino‏) ) نهر من ولايات بارا وماتو غروسو في غرب البرازيل . وهو رافد من روافد نهر تيليس بيريس.

## المسار
يرتفع النهر إلى 342,192 هكتارًا (845,570 فدانًا) من محمية ينابيع سيرا دو كاتشيمبو البيولوجية، وهي محمية تم إنشاؤها عام 2005 في ولاية بارا. وهو رافد غير مباشر لنهر تاباجوس. بعد عبور الحدود إلى ماتا غروسو، يتدفق النهر عبر منتزه كريستالينو الذي تبلغ مساحته 184,900 هكتار (457,000 فدان)، والذي تم إنشاؤه عام 2001 ، قبل الدخول إلى تيليس بيريس. النهر قابل للملاحة في جميع أنحاء منتزه الولاية، على الرغم من العدد الكبير من الصخور المغمورة والمنحدرات الصغيرة على طول مجرى النهر.